# Świniarsko
Świniarsko – wieś w Polsce położona w województwie małopolskim, w powiecie nowosądeckim, w gminie Chełmiec. W latach 1975–1998 miejscowość administracyjnie należała do województwa nowosądeckiego. 
2 lutego 1977 część Świniarska (7 ha) włączono do Nowego Sącza. Do końca 2009 częścią Świniarska była Mała Wieś, obecnie osobna miejscowość.
W dniach 12–14 października 2017 r. Szkoła Podstawowa w Świniarsku obchodziła 100-lecie istnienia.
Przez Świniarsko przejeżdżają cztery linie autobusowe MPK Nowy Sącz: 33, 34, 19 oraz 39. Na trasie tych linii znajdują się m.in. przystanki Świniarsko i Świniarsko I.

## Położenie
Świniarsko leży w Kotlinie Sądeckiej, na lewym brzegu Dunajca, u ujścia potoku Niskówka.

## Części wsi
| SIMC    | Nazwa      | Rodzaj     |
| ------- | ---------- | ---------- |
| 0421084 | Brzegi     | część wsi  |
| 0421144 | Gaj        | przysiółek |
| 0421090 | Kamieniec  | część wsi  |
| 0421115 | Młynczyska | część wsi  |
| 0421121 | Ulica      | część wsi  |
| 0421138 | Zarzecze   | część wsi  |

## Historia
Pierwsze wzmianki o miejscowości pochodzą z 1225, kiedy to papież Honoriusz III potwierdził dokument biskupa krakowskiego Wincentego, mówiący o nadaniu dziesięciny ze Świniarska, klasztorowi w Miechowie. W 1257 wieś została zapisana Kindze przez jej męża Bolesława Wstydliwego. W tym okresie musiał nastąpić podział Świniarska na dwie części Świniarsko Major (Świniarsko Duże, Większe, Wielkie) oraz Świniarsko Minor (Świniarsko Małe – dzisiejsza Mała Wieś). W tym czasie w niewyjaśnionych okolicznościach Świniarsko Większe znajdowało się w rękach scholastyka, a później kanonika krakowskiego Wysza, który w swoim testamencie z 1280 zapisał Świniarsko oraz należącą do niego Muszynę biskupstwu krakowskiemu. Akt ten zakwestionowała jego bratanica Bogusława wraz ze swym mężem Mironiegiem, zgłaszając swe prawa do Świniarska. Spór rozstrzygnął się w 1288, kiedy zawarty został układ z biskupem krakowskim Pawłem z Przemankowa, zatwierdzony przez Leszka Czarnego. Od tego momentu wieś należała do biskupów krakowskich.
Świniarsko Mniejsze w 1280 przeszło na własność klasztoru klarysek starosądeckich, co potwierdził papież Marcin V bullą z 5 lipca 1283. W 1655 tutejsi chłopi, wchodząc w skład oddziału starosty Konstantego Lubomirskiego, przyczynili się do oswobodzenia Nowego Sącza z rąk szwedzkich.
7 września 1939 wieś została zajęta przez wojska niemieckie. Wówczas doszło do walk z oddziałami polskimi, w wyniku których, zginął niemiecki oficer. W odwecie Niemcy rozstrzelali 18 mieszkańców i spalili 26 gospodarstw. Była to pierwsza wieś spacyfikowana na ziemi sądeckiej. W czasie II wojny światowej Świniarsko było wsią karną. W styczniu 1945 Armia Czerwona stoczyła walkę z Niemcami, w której Świniarsko zostało częściowo spalone. 21 września 1986 na pamiątkę męczeństwa mieszkańców wsi, Świniarsko zostało odznaczone Krzyżem Grunwaldu III klasy.

## Sport
Od 1947 działa piłkarski Ludowy Klub Sportowy Świniarsko, który w sezonie 2005/2006 powrócił do nowosądeckiej klasy okręgowej.

## Zabytki
Stary kościół został przeniesiony w 1958 ze Stadeł. Wzniesiony w 1786 przez starosądeckie klaryski. Pod koniec XVIII wieku zamieniono go na zbór ewangelicki, w czasie rozbiorów służył mieszkającym tu niemieckim osadnikom. 10 maja 2003 część kościoła zniszczył pożar wywołany przez uderzenie pioruna.
Jest to budowla drewniana, konstrukcji zrębowej, z wieżą na słup. Nakrycie wieży namiotowe z ciężką latarnią o cebulastym hełmie. Kościół posiada dwie kondygnacje okien w kształcie leżących prostokątów. Wewnątrz kościoła znajduje się renesansowy ołtarz z XVI–XVII wieku, ambona z końca XVIII wieku i chrzcielnica o tradycjach barokowych z końca XVIII wieku. Obok kościoła znajduje się murowana kapliczka z 1676, o dwóch kondygnacjach, z których górna jest w formie arkady. W arkadzie znajduje się barokowy posąg Chrystusa. Z kapliczką związana jest legenda o Świniarze.